# Uig (Snizort)

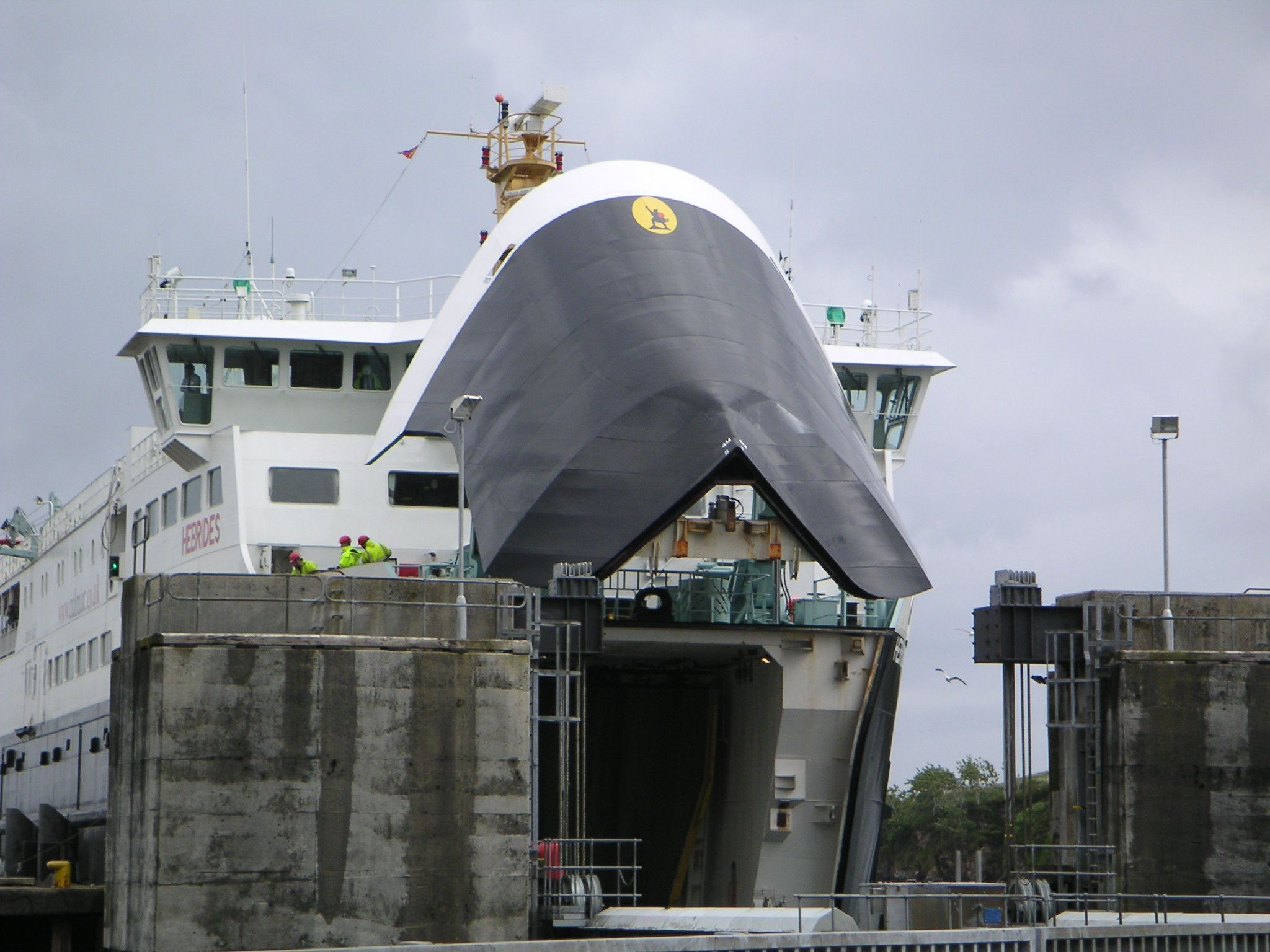
Traghetto da Tarbert a Uig

Il villaggio di Uig si trova in una baia riparata sulla costa settentrionale della penisola chiamata Trotternish sull'isola di Skye, in Scozia.
Dal suo porto partono i traghetti Caledonian MacBrayne diretti a Tarbert sull'isola di Harris e a Lochmaddy sull'isola di North Uist entrambe appartenenti all'arcipelago delle Isole Ebridi Esterne
Dal mese di agosto 2006, Uig è servita dagli autobus interni circolanti sull'isola di Skye. Inoltre, è collegata tramite il servizio di autobus Scottish Citylink ad altre città scozzesi quali Fort William e Glasgow.
La località di Uigg, isola del Principe Edoardo, Canada, ha preso il nome dalla cittadina di Uig.

## Monumenti e luoghi d'interesse
- Torre di Uig